# Gabriela Czyżewska
Gabriela Czyżewska, znana również jako Gabriela Czyżewska-Detmer (ur. 19 grudnia 1976 w Krakowie) – polska aktorka teatralna i filmowa.

## Życiorys
W 2003 roku ukończyła studia w Państwowej Wyższej Szkole Teatralnej im. Ludwika Solskiego w Krakowie. Występowała m.in. w Teatrze Nowym w Łodzi.
Żona aktora Arkadiusza Detmera.

## Filmografia
- 2000: Zakochani
- 2000: Twarze i maski (odc. 8)
- 2001: Pas de deux – Mariolka, baletnica
- 2002: Plebania – Iga, członek sekty
- 2005: M jak miłość – sekretarka dziekana (odc. 343 i 347)
- 2005: Daleko od noszy – „córeczka” Kidlera (odc. 75)
- 2006–2010: Na dobre i na złe – pielęgniarka Gabrysia
- 2006: Będziesz moja (serial fabularny) – Marta, córka Barbary i Kazimierza
- 2008: Niania – pielęgniarka (odc. 101 pt. Fałszywy pieprzyk)
- 2008: Glina – Szydłowska (odc. 20)
- 2009: Enen – pielęgniarka Kasia
- 2011: Komisarz Alex – Justyna (odc. 13)
- 2012: Ojciec Mateusz – tlumaczka (odc. 98)
- 2012: Prawo Agaty – Grażyna (odc. 14 i 15)

## Dubbing
- 1989: Simpsonowie
- 2004: Władca pierścionka